# Rolf Raum
Rolf Raum (* 8. August 1956 in Nürnberg) ist ein deutscher Jurist. Er war von 1999 bis 2022 Richter am Bundesgerichtshof, seit Juli 2013 als Vorsitzender Richter.

## Leben
Raum wurde 1956 als Sohn des leitenden Chemiedirektors Hans Raum und der Apothekerin Elisabeth Raum in Nürnberg geboren. In der Frankenstadt besuchte er bis zu seinem Abitur im Jahr 1975 das Willstätter-Gymnasium. Von 1975 bis 1979 studierte er Rechtswissenschaften und Volkswirtschaftslehre an der Universität Erlangen-Nürnberg. Nach dem Bestehen der ersten juristischen Staatsprüfung im Jahr 1979 war er von 1980 bis 1985 – mit Ausnahme einer kurzen Unterbrechung 1983 – als wissenschaftliche Hilfskraft bei Klaus Obermayer am Lehrstuhl für Kirchen-, Staats- und Verwaltungsrecht der Universität Erlangen-Nürnberg beschäftigt. Während dieser Zeit absolvierte er zugleich sein Referendariat und legte 1982 in Nürnberg das zweite Staatsexamen ab. 
Im Jahr 1983 wurde er in den bayerischen Justizdienst aufgenommen und fand zunächst bei der Staatsanwaltschaft Bamberg Verwendung. 1986 wurde er zum Staatsanwalt auf Lebenszeit ernannt. Nach einer rund einjährigen Abordnung zur Staatsanwaltschaft Amberg wurde er 1987 zum Richter am Landgericht berufen und wechselte zum Landgericht Nürnberg-Fürth. An der Universität Erlangen-Nürnberg promovierte er 1988 mit einer Arbeit über „Die Genehmigungs- und Konzentrationswirkung des Planfeststellungsbeschlusses: zugleich ein Beitrag zur Dogmatik des § 75 VwVfG“ zum Doktor der Rechte.
Von 1988 bis 1991 war er als wissenschaftlicher Mitarbeiter an den Bundesgerichtshof abgeordnet, wo er dem Kartell- und dem Anwaltssenat zugewiesen war. Im folgenden Jahr schloss sich eine weitere Abordnung an das Sächsische Justizministerium an. Als zuständiger Referatsleiter für Staatskirchenrecht war er maßgeblich an den Verhandlungen über die Staatskirchenverträge des Freistaates beteiligt. Er wurde 1993 in den sächsischen Justizdienst versetzt und zum Richter am Oberlandesgericht ernannt. Von 1995 bis 1999 war er am Oberlandesgericht Dresden tätig, ab September 1997 wirkte er dort als Vorsitzender Richter und leitete zuletzt einen Zivilsenat.
1999 wurde Raum zum Richter am Bundesgerichtshof ernannt und dem in Leipzig ansässigen 5. Strafsenat zugewiesen. Im Januar 2011 übernahm er den stellvertretenden Vorsitz des Senats. Auf Empfehlung von Präsident Klaus Tolksdorf sollte ihm 2011 der Vorsitz des 2. Strafsenates übertragen werden. Seine Beförderung durch Bundesjustizministerin Sabine Leutheusser-Schnarrenberger wurde jedoch vom Verwaltungsgericht Karlsruhe vorläufig untersagt. Raums Richterkollege Thomas Fischer, der sich ebenfalls um den Posten beworben hatte, war mit einem Antrag auf vorläufigen Rechtsschutz im Konkurrentenschutzverfahren erfolgreich. Ende Mai 2013 wurde eine Einigung erzielt, wonach Fischer zum Vorsitzenden des 2. Strafsenats befördert werden und Raum den inzwischen ebenfalls vakanten Vorsitz des 1. Strafsenats erhalten sollte. Am 25. Juni 2013 erfolgte Raums Ernennung zum Vorsitzenden Richter, am 1. Juli 2013 übernahm er den Vorsitz im 1. Strafsenat. Des Weiteren war er Mitglied des Kartellsenats, des Senats für Steuerberater- und Steuerbevollmächtigtensachen und des Senats für Wirtschaftsprüfersachen. Raum trat am 30. Juni 2022 in den Ruhestand.
Seit März 2025 ist Raum als Of Counsel bei einer Münchener Rechtsanwaltskanzlei tätig.

## Werk
Raum hat an verschiedenen Kommentaren mitgearbeitet und dort Vorschriften des Nebenstrafrechts und des Ordnungswidrigkeitenrechts erläutert. Im Kommentar zum Arzneimittelgesetz von Kügel/Müller/Hofmann hat er die entsprechenden Bestimmungen ebenso kommentiert wie im Kommentar zum Gesellschaftsrecht von Henssler/Strohn die Straf- und Bußgeldvorschriften des Aktiengesetzes und des Umwandlungsgesetzes. Zum „Handbuch des Wirtschafts- und Steuerstrafrechts“ von Wabnitz/Janovsky hat er eine Erläuterung der allgemeinen Grundsätze des Wirtschaftsstrafrechts beigesteuert.